# 鉄道情報システム
鉄道情報システム株式会社（てつどうじょうほうシステム、英: Railway Information Systems Co.,Ltd.）は、日本の情報通信事業者である。
通称はJRシステム、英語略称はJR Systems。コーポレートカラーはえんじ色。
1987年4月1日に、「マルス」をはじめとするコンピュータシステムの運用・管理業務を日本国有鉄道（国鉄）から承継し、JRグループ企業となった。本社は東京都渋谷区（JR東日本本社ビル内）。

## 概況
国鉄情報システム部、中央情報システム管理センター、東京システム開発工事局、同国立システム工事所、旅客局中央販売センター、鉄道管理局のうちA局にランクされる局の情報区の全部または一部を母体として、1986年（昭和61年）12月9日に鉄道通信株式会社とともに設立され、1987年（昭和62年）の国鉄分割民営化により、国鉄の12承継法人のひとつとしてマルスなどのコンピュータシステム運用管理事業を継承した。
JR旅客6社およびJR貨物より一足早い（国鉄の分割民営化は1987年4月1日）1986年12月9日に会社が設立されたのは、国鉄からの引き継ぎに事前の手続が必要だったためである。正式名称が発表されるまでは「システム会社」と仮称されていた。
発足当初の社員は280人、引き継ぎ資産の簿価は170億円だった。なお、国鉄から民間借入金としての170億円の債務を継承した。継承当初はJR貨物のコンテナ管理を行う「エポックス」、車扱貨物の管理を行う「フォックス」も扱っていた。
マルスをはじめとした情報通信を扱うため、届出電気通信事業者（旧一般第二種電気通信事業者）となっている。
株主は、JRグループの鉄道事業7社（東日本旅客鉄道、東海旅客鉄道、西日本旅客鉄道、北海道旅客鉄道、四国旅客鉄道、九州旅客鉄道、日本貨物鉄道）である。そのため、取締役をはじめとした役員についても各社出身の非常勤役員が在籍する。
東京都渋谷区の本社を始め、札幌市・仙台市・東京都千代田区・名古屋市・大阪市・高松市・福岡市に支社・営業所を設けているが、国分寺市にある国立事業所（中央システムセンター）の規模が最も大きく、社員の過半数もそこに在籍する。

### 企業理念
JRシステムは「豊かで快適な社会」の形成に貢献します
- 人を大切にします。
- 豊かな社会の発展に貢献します。
- 信頼性の高い最良のサービスを提供します。

## 事業概要

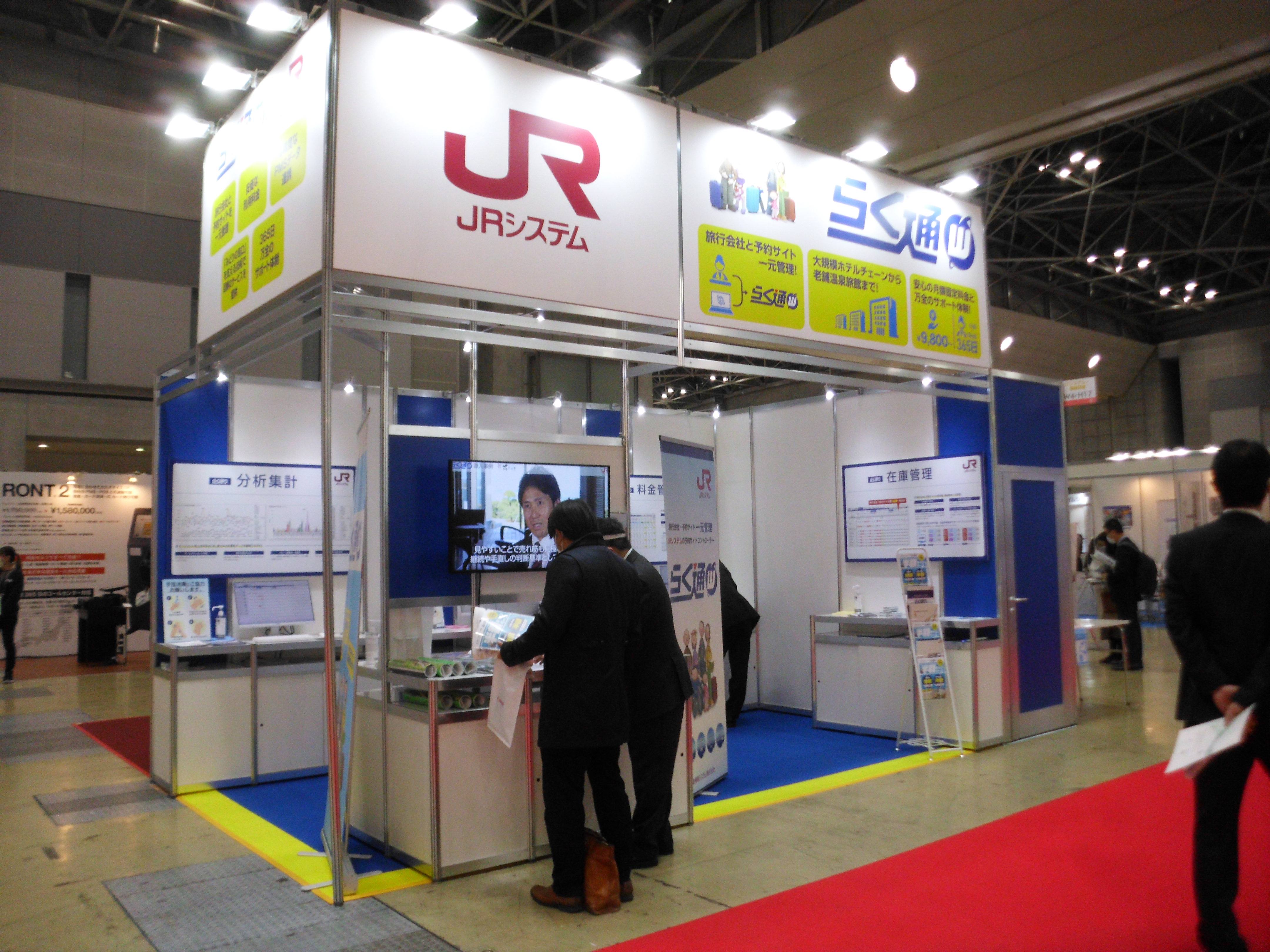
らく通withを紹介するブース（インバウンドエキスポにて）

JRシステムはコンピュータシステムの開発・運用・管理することが主たる業務である。また、鉄道に限らず、トラックなどの運輸・物流業など顧客対象となる業界は多岐にわたっている。
ここでは代表的なものについて列挙する。
- 旅客販売総合システム（MARS、マルス）
座席指定券類の予約・発券のためのコンピュータシステム。
- JR-NET
マルスの基幹通信ネットワーク、光ファイバーによる全国規模の通信ネットワーク。
- 「みどりの窓口」用販売端末
みどりの窓口で乗車券・座席指定券などの乗車券類や各種チケットを予約・発券するための係員操作型端末。（MR型など）これらの端末は鉄道情報システムが制作したものの他にJR東日本エリアで使用されるJR東日本情報システムが制作したものもある。（MEM型、MEX型、ME-4型など）
- 顧客操作型端末(MV型)
近距離乗車券用の自動券売機と同様に、利用者が操作して、乗車券・座席指定券などの乗車券類を発券する端末。「みどりの窓口」設置駅そのものの減少や、営業時間短縮などとともに、設置数が増加している。現金収受機能を省略したクレジットカード専用の端末など、派生品もある。
係員操作型端末と比較して、発券可能な券種は限られている。また、設定をカスタマイズすることで、設置会社や地域によって発券する券種を変えることもできる。
仕組み上、従来は割引のための証明書提示が必要な券種については購入できなかったが、同社がMV50型端末を遠隔監視操作可能な係員操作型端末（アシストマルス）を開発したことにより、オペレーターが割引証を確認することで発券が可能になった。
- CYBER STATION
- IT-FRENS＆TRACEシステム（貨物情報ネットワークシステム）
- 高速バスネット（JRバスグループ高速バス総合予約サイト）
- 物流タウン
物流に関する情報発信、情報交換を行うためのインターネットサイト。1996年11月1日からサービス開始、2007年3月31日サービス終了。当時のURLはhttp://www.transport.or.jp/。

- マン索ねっと
マンションの管理組合の担当が、大規模工事、管理会社等の見積り参加業者をインターネット上で無料で公募できるサービス。
- 収入精算システム
JR各社の旅客収入の配分および精算システム。会社設立時より業務を行っている。JR各社に跨って運行される列車の運賃配分などの精算を行っている。
- らく通with
宿泊施設に設置する送客通知端末。旅行会社やネットエージェントから宿泊施設への予約通知を一元管理する。

## 本社・事業所等

### 本社
- 所在地：東京都渋谷区代々木2-2-2　JR東日本本社ビル内

### 事業所
- 新宿事務所 - 東京都渋谷区代々木2-1-1　新宿マインズタワー内
- 国立事業所（中央システムセンター）- 東京都国分寺市光町1-47-4
- 関西支社 - 大阪府大阪市北区芝田1-4-8　北阪急ビル内
- 北海道営業所 - 北海道札幌市中央区北11条西15-1-1　JR北海道本社ビル内
- 仙台営業所 - 宮城県仙台市青葉区五橋1-1-1　JR東日本仙台支社内
- 東京営業所 - 東京都千代田区神田須田町2-10-1　JR東日本神田総合事務所内
- 名古屋営業所 - 愛知県名古屋市中村区名駅1-3-4　JR東海太閤ビル内
- 四国営業所 - 香川県高松市浜ノ町8-33　JR四国本社内
- 九州営業所 - 福岡県福岡市博多区博多駅前1-18-7　博多電気ビル内

### 中央システムセンター
JRシステムの開発・運用の拠点。鉄道総合技術研究所（JR総研）の国立研究所に隣接している。JR中央線国立駅（北口）が最寄り駅。JRグループ各社、関連会社の社員が数名ずつ常駐している。
センターの屋上には、2017年3月まで赤い大きな電波塔が建っていた。このアンテナはかつてマルスデータ通信網の一翼を担い、マイクロ波を送受信していた。その後、光ファイバーなどの普及により、その役目を終えたが、その後も携帯電話のアンテナとしての役割を果たしていた。また内部にはかつてマルスのホストコンピュータが置かれ、全国のJRグループの指定座席の情報が一元化されていたが、現在は大規模災害対策の一環として、別の場所にあるデータセンターに移されており、その監視業務を行うにとどまっている。
1998年（平成10年）6月に、業務拡大に伴い2号館が増設された。

## 歴史
- 1986年（昭和61年）
  - 12月9日 - 鉄道情報システム株式会社設立。
  - 12月12日 - 運輸大臣より継承法人の指定。
- 1987年（昭和62年）4月1日 - 日本国有鉄道が分割民営化され、営業開始。
- 1997年（平成9年）6月1日 - CYBER STATIONサービス提供開始。
- 2002年（平成14年）10月 - MARS501稼動。
- 2006年（平成18年）2月1日 - JR高速バス販売システム（高速バスネット）の運用開始。

## CYBER STATION
CYBER STATION（サイバーステーション）とはJRシステムが運営するインターネットサービスプロバイダ事業である。前身はパソコン通信の「PC-STN」。
CYBER STATIONスタート当初、「CYBER EXPRESS」（サイバー・エクスプレス）と呼ばれる専用ソフトウェアを用いたパソコン通信時代のサービス色が濃く、インターネット接続・閲覧は付属サービス的であった。また、ウェブブラウザは使えるが、電子メールクライアントは使えない（インターネット経由のメールはCYBER EXPRESSで読み出さなければならなかった）、ユーザー独自のウェブサイト（ホームページ）スペースがない代わりに、メンバーズスクウェアというウェブページをアップロードして公開する掲示板的サービスがあるなど、特殊色も強かった。
2020年現在では、専用ソフトウェアは不要になり、独自メールアドレスが利用できるようになり、一般的な電子メールクライアントが使えるようになり、ユーザー独自のウェブサイトスペースも使えるようになるなど、一般的なインターネットサービスが標準となっている。
指定席予約状況などが無料で確認できるJR CYBER STATION（ジェイアール・サイバーステーション）があるが、これはCYBER STATION紹介への役割もあった。
ユーザーのメールアドレスが「hogehoge@cyberstation.ne.jp」ではなく「hogehoge@hoge.jrnet.ne.jp」となっているのは、JRシステムがマルスの基幹通信ネットワーク（JR-NET）を運用しているためである。また、.jrnet.ne.jpの前のhoge（メールサーバ名）は、東海道新幹線・山陽新幹線の列車名に由来するスリーレター（kdm、hkr、nzm、max）を用いている。また、「hogehoge@sl-d51.jp」や「hogehoge@jrjr.jp」も使用できる。

### インターネット列車予約サービス
大きな特色として、インターネットからJR全線の列車の指定席予約が行えるサービスがある。これはJRではPC-STN時代から長らくパソコン通信・インターネット上で列車予約が可能な唯一のサービスであり、プロバイダ加入時の大きな特典であった。
しかしその後JRグループ各社がそれぞれ列車指定席予約サービスを始め、それらのサービスが
- クレジットカードによる即時オンライン決済が可能。
- 予約後列車の発車日まで受取が可能。
- 割引特典が存在する。
- 自由席特急券の購入や乗車券との同時購入も可能。

など優位性が存在するのに対し、CYBER STATIONでの予約は基本的に「プッシュホン予約」（2013年1月31日終了）を踏襲したサービスであるために、
- オンライン決済ができない。
- 予約日から受取日までの期日制限（8日以内）が存在する。
- 予約・受取そのものが発車日2日前まで。
- 割引などのサービスがない。
- 乗車券や自由席特急券は予約・購入できない。

と、制限点が多い。しかし、JR各社の予約サービスは自社管内を利用する旅客を対象としたサービス展開であることから
- インターネット予約サービスでは一部の例外を除き、予約可能なエリアが自社管内およびその周辺エリアに制約される。かつて展開されていた電話予約サービスでは各社ともJR全線が予約可能エリアであったことから、インターネット予約サービスへ移行することでサービス範囲が縮小するケースもある。
- 他のJR会社管内でのきっぷの受取ができないケースがある[注釈 3]。無割引のきっぷは受取可能な場合でも、連絡乗車券や企画乗車券は受取不可の場合がある[6]。
- 予約時はクレジットカード決済が主な手段となる。予約サービスの提供会社が発行する指定クレジットカードへの入会が予約サービス利用の前提条件となるケースもある。

といった制限が大きいという弊害もあり（次節参照）、旅客が自ら予約対象の列車や受取予定の駅が対応していることを確認したうえで、予約サービスを適宜使い分けることを求められる。当サービスは、プロバイダ加入契約が必要ではあるものの全国のほぼ全ての定期列車を予約可能であり、全国どの窓口であっても受取が可能であるため、その点においては旅客にかかる負担は少ない。
なお、空席照会のみであればプロバイダ加入契約の有無にかかわらず当サービスを利用可能である。

#### 列車予約サービスの比較
JR各社が提供している列車予約サービスとの比較は次の通り。なお、企画乗車券や旅行商品の予約販売のみを対象としたサービスは性質が異なるため本表には掲載していない。
原則は下表の通りであるが、他社への委託駅などでは取り扱い内容が制限される場合がある。また、一部の企画乗車券（割引きっぷ）を発券する場合は、発券可能な駅・地域に制約があるケースがある。この他、JRシステム以外のJR各社が提供する予約サービスの場合、決済したクレジットカードによって他社エリアでの受取が不可となるケースがある。詳細は各サービスの個別記事を参照のこと。
凡例
- ◎：管内の全線全列車予約・受取可能
- ○：管内の全線全列車予約・受取可能（一部の臨時列車等サービス対象外の列車を除く）
- ☆：管内の新幹線全線全列車予約可能（在来線はサービス対象外）
- ◆：一部の企画乗車券・連絡乗車券は受取不可の場合あり
- ▲：その他の制限あり（制限内容の詳細は注釈及び各サービスの個別記事参照）
- ×：利用不可
- 下線あり*：電話予約サービス
- 下線なし：インターネット予約サービス

| 予約サービス名                             | 運営主体         | きっぷの予約（購入）可能エリア | きっぷの予約（購入）可能エリア | きっぷの予約（購入）可能エリア | きっぷの予約（購入）可能エリア | きっぷの予約（購入）可能エリア | きっぷの予約（購入）可能エリア | きっぷの受取（発券）可能エリア  | きっぷの受取（発券）可能エリア  | きっぷの受取（発券）可能エリア  | きっぷの受取（発券）可能エリア  | きっぷの受取（発券）可能エリア  | きっぷの受取（発券）可能エリア  | 利用条件／備考                                                             |
| 予約サービス名                             | 運営主体         | 北海道                         | 東日本                         | 東海                           | 西日本                         | 四国                           | 九州                           | 北海道                          | 東日本                          | 東海                            | 西日本                          | 四国                            | 九州                            | 利用条件／備考                                                             |
| ------------------------------------------ | ---------------- | ------------------------------ | ------------------------------ | ------------------------------ | ------------------------------ | ------------------------------ | ------------------------------ | ------------------------------- | ------------------------------- | ------------------------------- | ------------------------------- | ------------------------------- | ------------------------------- | -------------------------------------------------------------------------- |
| プッシュホン予約*                          | 国鉄→ JRシステム | ○                              | ○                              | ○                              | ○                              | ○                              | ○                              | ○                               | ○                               | ○                               | ○                               | ○                               | ○                               | 2013年1月31日限りで廃止                                                    |
| CYBER STATION                              | JRシステム       | ○                              | ○                              | ○                              | ○                              | ○                              | ○                              | ○                               | ○                               | ○                               | ○                               | ○                               | ○                               | 予約はプロバイダ加入契約必須                                               |
| JAPAN RAIL PASS Reservation                | JR各社           | ○                              | ○                              | ○                              | ○                              | ○                              | ○                              | ○                               | ○                               | ○                               | ○                               | ○                               | ○                               | ジャパン・レール・パスを当サービスで購入・利用する訪日客向け               |
| JR北海道電話予約*                          | JR北海道         | ◎                              | ◎                              | ◎                              | ◎                              | ◎                              | ◎                              | ○                               | ×                               | ×                               | ×                               | ×                               | ×                               | 2017年1月31日限りで廃止                                                    |
| JR北海道予約サービス                       | JR北海道         | ○                              | ▲                              | ×                              | ×                              | ×                              | ×                              | ○                               | ×                               | ×                               | ×                               | ×                               | ×                               | 2017年1月31日限りで廃止                                                    |
| ビューカードとれTEL*                       | JR東日本         | ◎                              | ◎                              | ◎                              | ◎                              | ◎                              | ◎                              | ×                               | ○                               | ×                               | ×                               | ×                               | ×                               | 指定クレジットカード会員専用 2010年6月30日限りで廃止                       |
| えきねっと                                 | JR東日本         | ○                              | ○                              | ○                              | ○                              | ○                              | ○                              | ▲                               | ○                               | ◆                               | ▲                               | ×                               | ×                               |                                                                            |
| JR-EAST Train Reservation                  | JR東日本         | ○                              | ○                              | ○                              | ○                              | ○                              | ○                              | ▲                               | ○                               | ◆                               | ▲                               | ×                               | ×                               | 訪日客向け                                                                 |
| 新幹線eチケット                            | JR東日本         | ☆                              | ☆                              | ×                              | ▲                              | ×                              | ×                              | ▲                               | ○                               | ◆                               | ▲                               | ×                               | ×                               |                                                                            |
| モバイルSuica特急券                        | JR東日本         | ☆                              | ☆                              | ×                              | ▲                              | ×                              | ×                              | 受取不可（モバイルSuicaで乗車） | 受取不可（モバイルSuicaで乗車） | 受取不可（モバイルSuicaで乗車） | 受取不可（モバイルSuicaで乗車） | 受取不可（モバイルSuicaで乗車） | 受取不可（モバイルSuicaで乗車） | モバイルSuica利用者のみ 2020年3月13日限りで廃止                            |
| JR東海エクスプレスカード 会員専用電話予約* | JR東海           | ◎                              | ◎                              | ◎                              | ◎                              | ◎                              | ◎                              | ×                               | ×                               | ○                               | ×                               | ×                               | ×                               | 指定クレジットカード会員専用 2006年8月31日限りで廃止                       |
| エクスプレス予約 （プラスEXも含む）        | JR東海           | ×                              | ×                              | ☆                              | ▲                              | ×                              | ▲                              | ×                               | ▲                               | ○                               | ▲                               | ▲                               | ▲                               | 指定クレジットカード会員専用 有料会員制                                    |
| スマートEX                                 | JR東海           | ×                              | ×                              | ☆                              | ▲                              | ×                              | ▲                              | ×                               | ▲                               | ○                               | ▲                               | ▲                               | ▲                               |                                                                            |
| 5489サービス*                              | JR西日本         | ◎                              | ◎                              | ◎                              | ◎                              | ◎                              | ◎                              | ×                               | ▲                               | ▲                               | ○                               | ◆                               | ◆                               | 指定クレジットカード会員専用 （2017年10月1日以降） 2023年2月28日限りで廃止 |
| e5489                                      | JR西日本         | ×                              | ▲                              | ○                              | ○                              | ○                              | ○                              | ×                               | ▲                               | ▲                               | ○                               | ◆                               | ◆                               |                                                                            |
| JR-WEST ONLINE TRAIN RESERVATION           | JR西日本         | ×                              | ▲                              | ○                              | ○                              | ○                              | ○                              | ×                               | ▲                               | ▲                               | ○                               | ◆                               | ◆                               | 訪日客向け                                                                 |
| JR九州電話予約*                            | JR九州           | ◎                              | ◎                              | ◎                              | ◎                              | ◎                              | ◎                              | ×                               | ×                               | ×                               | ◆                               | ×                               | ○                               | 2019年3月15日限りで廃止                                                    |
| JR九州列車予約サービス                     | JR九州           | ×                              | ×                              | ▲                              | ▲                              | ×                              | ○                              | ×                               | ×                               | ×                               | ◆                               | ×                               | ○                               |                                                                            |
| JR-KYUSHU Train Reservation                | JR九州           | ×                              | ×                              | ▲                              | ▲                              | ×                              | ○                              | ×                               | ×                               | ×                               | ◆                               | ×                               | ○                               | 訪日客向け                                                                 |
| （参考）みどりの窓口                       | 国鉄→ JR各社     | ◎                              | ◎                              | ◎                              | ◎                              | ◎                              | ◎                              | ◎                               | ◎                               | ◎                               | ◎                               | ◎                               | ◎                               | 駅窓口、JTB等旅行業者での購入・発券                                        |
| （参考）指定席券売機                       | JR各社           | ○                              | ○                              | ○                              | ○                              | ○                              | ○                              | ○                               | ○                               | ○                               | ○                               | ○                               | ○                               | 駅券売機での購入・発券                                                     |

1. ↑  予約区間が北海道と本州を跨る場合で、かつJR東日本管内に跨って運行される特急・急行列車、特急つがる、東北新幹線（つばさ・こまちを除く）のみ。
2. 1 2 3  予約区間がJR東海管内に跨る場合は受取不可。
3. 1 2  指定席券売機のみ。
4. ↑  北陸地方の一部駅のみ。
5. ↑  北陸新幹線のみ。
6. ↑  山陽新幹線のみ。
7. ↑  九州新幹線のみ。
8. ↑  京浜地区の一部駅のみ。
9. ↑  新幹線沿線外の地域の一部のみどりの窓口・指定席券売機設置駅を除く。
10. ↑  高松駅の受取専用機のみ。
11. ↑  新幹線沿線のみどりの窓口・指定席券売機設置駅及びその他の主要駅のみ。
12. ↑  東京都区部各駅、空港第2ビル駅、成田空港駅及び北陸新幹線停車駅のみ。
13. ↑  予約区間にJR東海管内を含む場合のみ。
14. ↑  首都圏及び甲信越地方のみ。
15. ↑  東海道新幹線のみ。
16. ↑  北陸新幹線を除く。
17. ↑  JR全線きっぷうりばと称する。
18. ↑  みどりの券売機と称する。

## 協力会社・関連会社
- ジェイアールシステム・エンジニアリング - 完全子会社
- アドバンストラフィックシステムズ
- トランスネット
- 情報産業サービス
- 一般財団法人交通統計研究所